# Polska Akademia Umiejętności

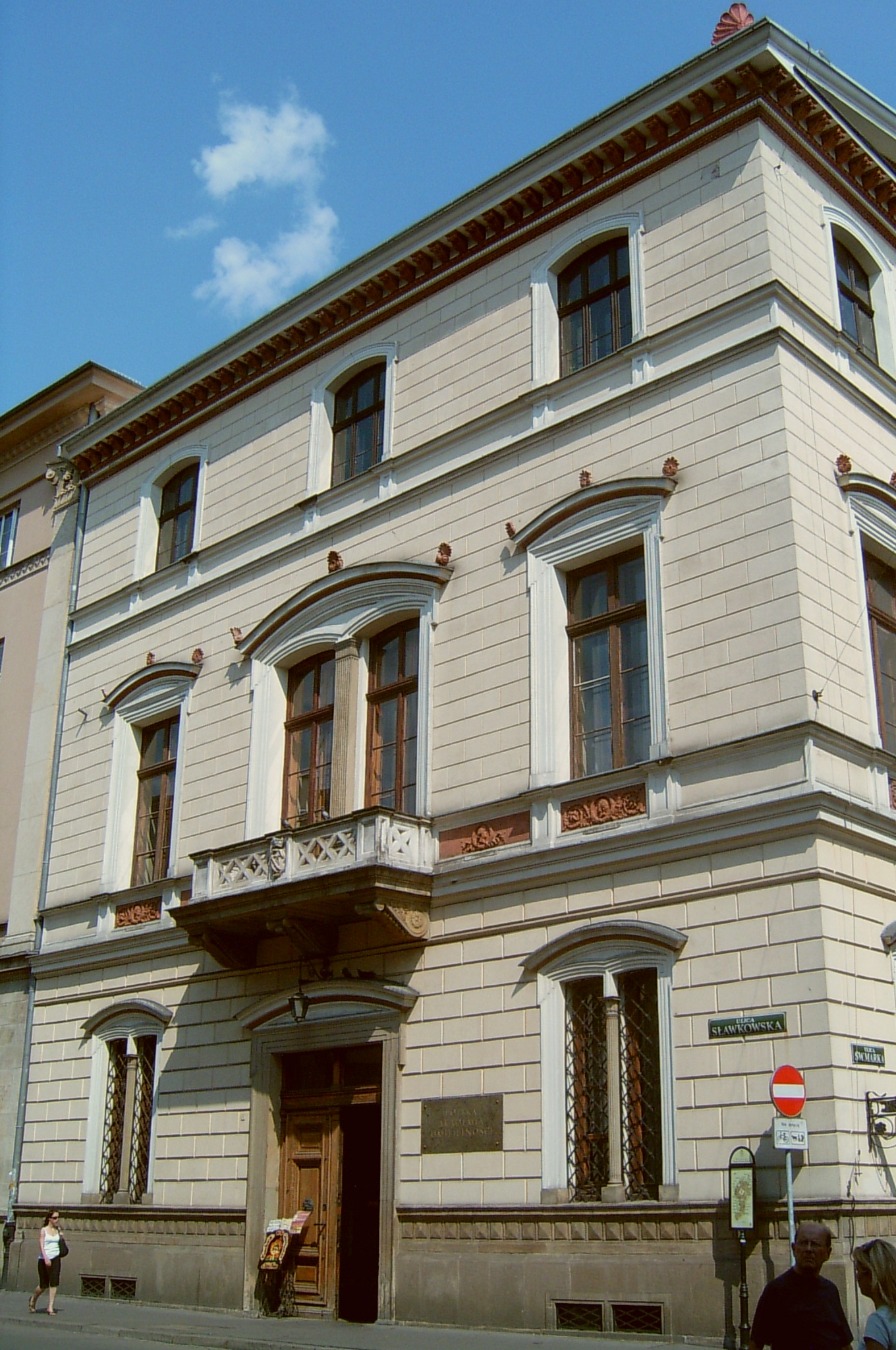
Sitz der Akademie

Polska Akademia Umiejętności (PAU), früher „Akademia Umiejętności“ (AU) – offizieller deutscher Name „Polnische Akademie der Wissenschaften und Künste“, manchmal weniger korrekt übersetzt als „Polnische Akademie der Gelehrsamkeit“, ist eine wissenschaftliche Gesellschaft mit Hauptsitz in Krakau und etwa 500 Mitgliedern im In- und Ausland (Stand 2006).
1872 wurde in Österreich-Ungarn die seit 1815 existierende Krakauer Wissenschaftliche Gesellschaft (Towarzystwo Naukowe Krakowskie) in die Akademia Umiejętności (Akademie der Wissenschaften in Krakau) umgewandelt. Nach dem  Ersten  Weltkrieg wurde sie in Polska Akademia Umiejętności umbenannt und war weiterhin eine vom Staat unabhängige Gesellschaft, die die polnische Wissenschaft international vertrat (etwa bei der Gründung der Union Académique Internationale). Die Aktivitäten der Akademie konzentrierten sich von Anfang an auf Sponsoring der Wissenschaft und der Wissenschaftler, sie wurde aber vor allem als Herausgeber anspruchsvoller wissenschaftlicher Werke (wie etwa Polski Słownik Biograficzny oder die polnischen Bände des Corpus Vasorum Antiquorum) bekannt. Mit dem Beginn des Zweiten Weltkriegs 1939 unterbrach die Akademie ihre Arbeit und nahm sie 1945 wieder auf. 1952 wurden ihre Niederlassungen und Vermögen kraft einer Regierungsentscheidung durch die staatliche Polska Akademia Nauk in Warschau übernommen. Die PAU selbst wurde jedoch nicht aufgelöst, so dass sie nach dem Ende des Kommunismus 1989 ihre Strukturen und Niederlassungen umgehend reaktivieren konnte. Im Juni 2006 zählte die PAU 486 Mitglieder, davon 176 im Ausland. Zu ihren Ehrenmitgliedern gehörte Johannes Paul II.